# BBC Sounds
BBC Sounds is het streamingplatform voor de radiozenders en audioproducties van BBC. Je kan er, zowel live als op aanvraag, naar de radiozenders van de Britse publieke omroep luisteren en podcasts streamen.

## Geschiedenis

### Ontwikkeling
BBC-medewerker Jason Williams leidde de ontwikkelde van een eerste prototype genaamd BBC Radio Explorer. Dit prototype haalde clips en programma's van BBC's Radio 3, Radio 4, Radio 4 Extra, Radio 5 Live en Radio 5 Live Sports Extra.
De BBC Sounds-app werd volledig ontwikkeld met Node.js, React, Redux en Express. De mobiele apps werden geschreven met Swift voor iOS en Kotlin foor Android. Deze apps werden, in béta, op 26 juni 2018 gelanceerd.
Met de app, kan je de schema's van radiostations opzoeken, media downloaden en delen, live radio luisteren en terugspoelen, en radio luisteren in je auto via Android Auto of Apple CarPlay.
De data voor de website en apps worden aangeleverd door RMS (Radio and Music Services), een verzameling van API-microservices, geschreven in Scala. Deze API-set, verving de verschillende services die gebruikt werden voor de oude radio-apps van BBC.

### Lancering

Het eerste BBC Sounds logo, gebruikt van 2018 tot 2021

BBC Sounds verving de BBC iPlayer Radio-app in oktober 2018. Een béta-versie werd gelanceerd in juni 2018, waarna de iPlayer Radio app nog ondersteund werd tot het offline werd gehaald in september 2018. De lancering voor de app voor smart TV's volgde in maart 2020. De BBC Sounds-app werd voor gebruikers buiten het Verenigd Koninkrijk gelanceerd in oktober 2020. 
Op 20 mei 2020, werd aangekondigd dat BBC Sounds ook Britse podcasts zou willen hosten die niet werden geproduceerd door BBC. Op 18 september 2024, werd aangekondigd dat enkele BBC Podcasts voor 7 tot 28 dagen eerst exclusief op BBC Sounds zou gestreamd worden voor ze op andere podcast apps zouden geüpload worden.